# Katastralgemeinde Micheldorf
Die Katastralgemeinde Micheldorf ist eine von zwei Katastralgemeinden der Gemeinde Micheldorf im Bezirk Sankt Veit an der Glan in Kärnten. Sie hat eine Fläche von 549,84 ha.
Die Katastralgemeinde gehört zum Sprengel des Vermessungsamtes Klagenfurt.

## Lage
Die Katastralgemeinde liegt im Norden des politischen Bezirks Sankt Veit an der Glan. Sie umfasst Gebiete im Süden des Friesacher Felds und im Südosten des Mödringbergzugs. Die Katastralgemeinde erstreckt sich über eine Höhenlage von 600 Metern an der Metnitz oberhalb von Schloss Pöckstein am Südrand der Katastralgemeinde bis zu 993 Metern am Rigi oberhalb von Schödendorf am Nordwestrand der Katastralgemeinde. Die Katastralgemeinde Micheldorf grenzt im Norden an die Katastralgemeinde Friesach, im Osten an die Katastralgemeinde Lorenzenberg, im Südosten an die Katastralgemeinde Töscheldorf der Gemeinde Althofen und im Süden und Westen an die Katastralgemeinde St. Georgen der Gemeinde Straßburg.

## Ortschaften
Auf dem Gebiet der Katastralgemeinde Micheldorf befinden sich jeweils zur Gänze die Ortschaften Gasteige, Gaudritz und Ostrog sowie jeweils der Großteil der Ortschaften Hirt, Micheldorf und Schödendorf.

## Vermessungsamt-Sprengel
Die Katastralgemeinde gehört seit 1. Jänner 1998 zum Sprengel des Vermessungsamtes Klagenfurt. Davor war sie Teil des Sprengels des Vermessungsamtes St. Veit an der Glan.

## Geschichte
Ende des 18. Jahrhunderts wurden die Kärntner Steuergemeinden (später: Katastralgemeinden) gebildet und Steuerbezirken zugeordnet. Die Steuergemeinde Micheldorf wurde Teil des Steuerbezirks Althofen (Herrschaft und Landgericht).
Im Zuge der Reformen nach der Revolution 1848/49 wurden die Steuerbezirke aufgelöst und Ortsgemeinden geschaffen. Die Katastralgemeinde Micheldorf kam an die Gemeinde Friesach. Die Größe der Katastralgemeinde Micheldorf wurde 1854 mit 956 Österreichischen Joch und 1511 Klaftern (ca. 551 ha, was etwa der heutigen Fläche entspricht) angegeben. Im Jahr 1854 hatte die Katastralgemeinde 274 Einwohner, im Jahr 1865 waren es 414. Ein paar ganz kleine Grenzanpassungen fanden später im Bereich der Ostgrenze statt, um die Katastralgemeindegrenze an den durch Ausbau geänderten Verlauf der Friesacher Straße und der Metnitztalstraße L62 anzugleichen.
1892 wurde die Katastralgemeinde Micheldorf von der Gemeinde Friesach abgespalten und kam an die damals neu errichtete Gemeinde Micheldorf. Im Zuge der Gemeindestrukturreform 1973 wurde die Gemeinde Micheldorf aufgelöst; die Katastralgemeinde Micheldorf kam zurück an die Gemeinde Friesach. 1992 wurde die Gemeinde Micheldorf wiedererrichtet, seither gehört die Katastralgemeinde Micheldorf wieder zur Gemeinde Micheldorf. 
Die Katastralgemeinde Micheldorf gehörte ab 1850 zum politischen Bezirk Sankt Veit an der Glan und zum Gerichtsbezirk Friesach. Von 1854 bis 1868 gehörte sie zum Gemischten Bezirk Friesach. 1868 kam sie zum politischen Bezirk Sankt Veit an der Glan, zu dem sie bis heute gehört. Was die Gerichtsbarkeit betrifft, kam sie 1868 zum Gerichtsbezirk Friesach; seit dessen Auflösung 1978 gehört sie zum Gerichtsbezirk Sankt Veit an der Glan.